# Standing on the Verge of Getting It On
| Recensione | Giudizio |
| ---------- | -------- |
| AllMusic   | [ 2 ]    |

Standing on the Verge of Getting It On è il sesto album in studio del gruppo musicale statunitense Funkadelic, pubblicato il 10 luglio 1974.

## Tracce
1. Red Hot Mama – 4:56 (George Clinton, Eddie Hazel, Bernie Worrell)
2. Alice in My Fantasies – 2:30 (George Clinton, Grace Cook)
3. I'll Stay – 7:18 (George Clinton, Grace Cook)
4. Sexy Ways – 3:08 (George Clinton, Grace Cook)
5. Standing on the Verge of Getting It On – 5:10 (George Clinton, Grace Cook)
6. Jimmy's Got a Little Bit of Bitch in Him – 2:33 (George Clinton, Grace Cook)
7. Good Thoughts, Bad Thoughts – 12:17 (George Clinton, Grace Cook)

Nota: le tracce dalla 2 alla 7 sono attribuite a G. Cook, ovvero Grace Cook, la madre di Eddie Hazel, per questioni di diritti d'autore.

## Formazione
- Bernie Worrell – tastiere, voce
- Calvin Simon – voce, congas
- Clarence "Fuzzy" Haskins – voce
- Boogie Mosson – basso, voce
- Eddie Hazel – chitarra solista, voce
- Garry Shider – chitarra ritmica, chitarra solista, voce
- George Clinton – voce
- Ramon "Tiki" Fulwood – percussioni, voce
- Ron Bykowski – chitarra ritmica, chitarra solista
- Grady Thomas – voce
- Ray "Stingray" Davis – voce
- Gary Bronson – batteria
- Jimmy Calhoun – basso
- Leon Patillo – pianoforte
- Ty Lampkin – percussioni